# Syngnathinae
Сингнатины (лат. Syngnathinae) — подсемейство морских, солоноватоводных и пресноводных рыб семейства игловых подотряда игловидных (Syngnathoidei).
В состав подсемейства включают 244 вида рыб, объединяемых в 56 родов. Цепкохвостая морская игла (Amphelikturus dendriticus) с Багамских островов является как бы промежуточным звеном между рыбами-иглами и морскими коньками.

## Общая характеристика
Размеры взрослых рыб колеблются от 2,5 до 60 см. Представители подсемейства характеризуются очень удлинённым вытянутым телом. Голова с трубкообразным рылом. Хвост длинный, с его помощью могут прикрепляться к водным растениям и различным предметам. Хвостовой плавник небольшой или отсутствует. Брюшные плавники также отсутствуют.
Окраска весьма изменчивая: красная, лиловая, жёлтая, бурая, зелёная, серая с различной пятнистостью, белая. Ряд видов способны изменять окраску тела в зависимости от фона окружающей среды. У многих видов развита мимикрия: форма тела, окраска, качающиеся движения имитируют окружающие водоросли или кораллы.

## Места обитания
К подсемейству относятся морские и солоноватоводные рыбы, а также небольшое число видов, обитающих в пресных водах. Распространены в прибрежной зоне тропических и умеренных вод. Предпочитают селиться у песчаных берегов, в зарослях водных растений и кораллов. Существуют виды, постоянно обитающие в толще воды, например, встречающаяся в Чёрном море пелагическая рыба-игла (Syngnathus schmidti) и Entelurus aequoreus из Саргассова моря, встречающаяся в открытом Атлантическом океане.

## Питание
Питаются мелкими планктонными ракообразными. Используя своё трубчатое рыло, они могут втягивать в себя добычу с расстояния до 4 см.

## Размножение
Процесс размножения сложный. О потомстве всегда заботится самец. У большинства видов именно самец вынашивает икру в специальной «выводковой сумке» — закрытой камере, расположенной на нижней стороне тела в хвостовом отделе. Самка откладывает в сумку икру небольшими порциями. В процессе откладывания икра оплодотворяется. Выводковая сумка длинная, продольная, с центральной продольной щелью и двумя боковыми створками, которые у многих видов в период вынашивания икры могут полностью закрываться, изолируя развивающихся эмбрионов от внешней среды. У некоторых видов сумка открытая.

## Классификация
- Род Acentronura Kaup, 1953
- Род Amphelikturus Kaup, 1953
- Род Anarchopterus Hubbs, 1935
- Род Apterygocampus Weber, 1993
- Род Bhanotia Hora, 1926
- Род Bryx Herald, 1940
- Род Bulbonaricus Herald in Schultz, Herald, Lachner, Welander et Woods, 1953
- Род Campichthys Whitley, 1931
- Род Choeroichthys Kaup, 1856
- Род Corythoichthys Kaup, 1853
- Род Cosmocampus Dawson, 1979
- Род Doryichthys Kaup, 1953
- Род Doryrhamphus Kaup, 1856
- Род Dunckerocampus Whitley, 1933
- Род Enneacampus Dawson, 1981
- Род Entelurus Duméril, 1870
- Род Festucalex Whitley, 1991
- Род Filicampus Whitley, 1948
- Род Halicampus Kaup, 1856
- Род Haliichthys Gray, 1859
- Род Heraldia Paxton, 1975
- Род Hippichthys Bleeker, 1849
- Род Hypselognathus Whitley, 1948
- Род Ichthyocampus Kaup, 1853
- Род Kaupus Whitley, 1971
- Род Kimblaeus Dawson, 1980
- Род Kyonemichthys Gomon, 2007
- Род Leptoichthys Kaup, 1853
- Род Leptonotus Kaup, 1853
- Род Lissocampus Waite et Hale, 1921
- Род Maroubra Whitley, 1948
- Род Micrognathus Duncker, 1912
- Род Microphis Kaup, 1853
- Род Minyichthys Herald et Randall, 1972
- Род Mitotichthys Whitley, 1948
- Род Nannocampus Günther, 1877
- Род Nerophis Rafinesque, 1810 — Змеевидные морские иглы
- Род Notiocampus Dawson, 1979
- Род Penetopteryx Lunel, 1881
- Род Phoxocampus Dawson, 1977
- Род Phycodurus Gill, 1896
- Род Phyllopteryx Swainson, 1839
- Род Pseudophallus Herald, 1940
- Род Pugnaso Whitley, 1948
- Род Siokunichthys Herald in Schultz, Herald, Lachner, Welander et Woods, 1953
- Род Solegnathus Swainson, 1839
- Род Stigmatopora Kaup, 1853
- Род Stipecampus Whitley, 1948
- Род Syngnathoides Bleeker, 1851
- Род Syngnathus Linnaeus, 1758 — Обыкновенные морские иглы
- Род Trachyrhamphus Kaup, 1853
- Род Urocampus Günther, 1870
- Род Vanacampus Whitley, 1951